# (2602) Moore
Pour les articles homonymes, voir Moore.
(2602) Moore est un astéroïde de la ceinture principale.

## Description
(2602) Moore est un astéroïde de la ceinture principale. Il fut découvert par Edward L. G. Bowell le 24 janvier 1982 à Flagstaff (Observatoire Lowell). Il présente une orbite caractérisée par un demi-grand axe de 2,38 UA, une excentricité de 0,107 et une inclinaison de 5,54° par rapport à l'écliptique.
Il fut nommé en hommage à l'astronome amateur britannique Sir Patrick Moore (1923-2012), surtout connu pour ses travaux sur la Lune.
Il a un satellite.

## Compléments